# Juan Alcántara
Juan Alcántara, mit vollständigem Namen Juan Victoriano Alcántara Díaz, (* 6. März 1920 in Viña del Mar; † 7. Juli 2002) war ein chilenischer Fußballspieler. Der Mittelfeldspieler spielte fünf Mal in der chilenischen Nationalmannschaft, für die er sechs Tore erzielte.

## Karriere

### Verein
Juan Alcántara debütierte 1939 bei Audax Italiano. 1944 wurde er gemeinsam mit Alfonso Domínguez Torschützenkönig. Nachdem der Argentinier Hugo Giorgi von Audax verpflichtet wurde, verlor Alcántara seinen Startelfplatz und wechselte 1946 zum CSD Colo-Colo.

### Nationalmannschaft
Juan Alcántara debütierte unter Trainer Ferenc Plattkó beim 6:3-Erfolg über Ecuador beim Campeonato Sudamericano 1945, nachdem er erst nicht in den Kader wegen einer Verletzung nominiert wurde. In seinem ersten Länderspiel gelangen ihm drei Treffer. Auch beim 5:0-Sieg über Bolivien erzielte Alcántara zwei Treffer. Auch beim 2:0-Erfolg über Kolumbien spielte Alcántara. La Roja beendete das Turnier mit vier Siegen, einem Unentschieden und einer Niederlage als Dritter.
Beim Campeonato Sudamericano 1946 absolvierte der Offensivspieler zwei der fünf Turnierspiele für La Roja, wobei Alcántara in beiden Spielen für Mario Castro eingewechselt wurde. Das Team von Nationaltrainer Luis Tirado beendete das Turnier als Fünfter. Der 4:1-Erfolg über Bolivien war Alcántaras letztes Länderspiel. Alcántara kommt auf fünf Einsätze, in denen er sechs Tore erzielte.